# Stevenson (Washington)
Stevenson es una ciudad ubicada en el condado de Skamania en el estado estadounidense de Washington. En el año 2000 tenía una población de 1200 habitantes y una densidad poblacional de 314,1 personas por km². Se encuentra sobre la orilla derecha del río Columbia, que la separa de Montana.

## Geografía
Stevenson se encuentra ubicada en las coordenadas 45°41′46″N 121°53′18″O / 45.69611, -121.88833.

## Demografía
Según la Oficina del Censo en 2000 los ingresos medios por hogar en la localidad eran de $31.979, y los ingresos medios por familia eran $38.750. Los hombres tenían unos ingresos medios de $36.042 frente a los $25.893 para las mujeres. La renta per cápita para la localidad era de $15.602. Alrededor del 22,8% de la población estaban por debajo del umbral de pobreza.